# Shorchuk
Shorchuk oder Schortschuk (uigurisch شورچۇق Xorquⱪ, chinesisch 錫格沁地面寺院 / 锡格沁地面寺院, Pinyin Xīgéqìn dìmiàn sìyuàn) ist eine Anlage von Tempelruinen im Autonomen Kreis Yanqi der Hui, etwa 25–30 km südwestlich des Sitzes der Kreisregierung, der Großgemeinde Yanqi, Sitz des alten Königreichs Karaschahr, im Uigurischen Autonomen Gebiet Xinjiang im Westen der Volksrepublik China, am Nordostrand des Tarimbeckens.

## Geschichte

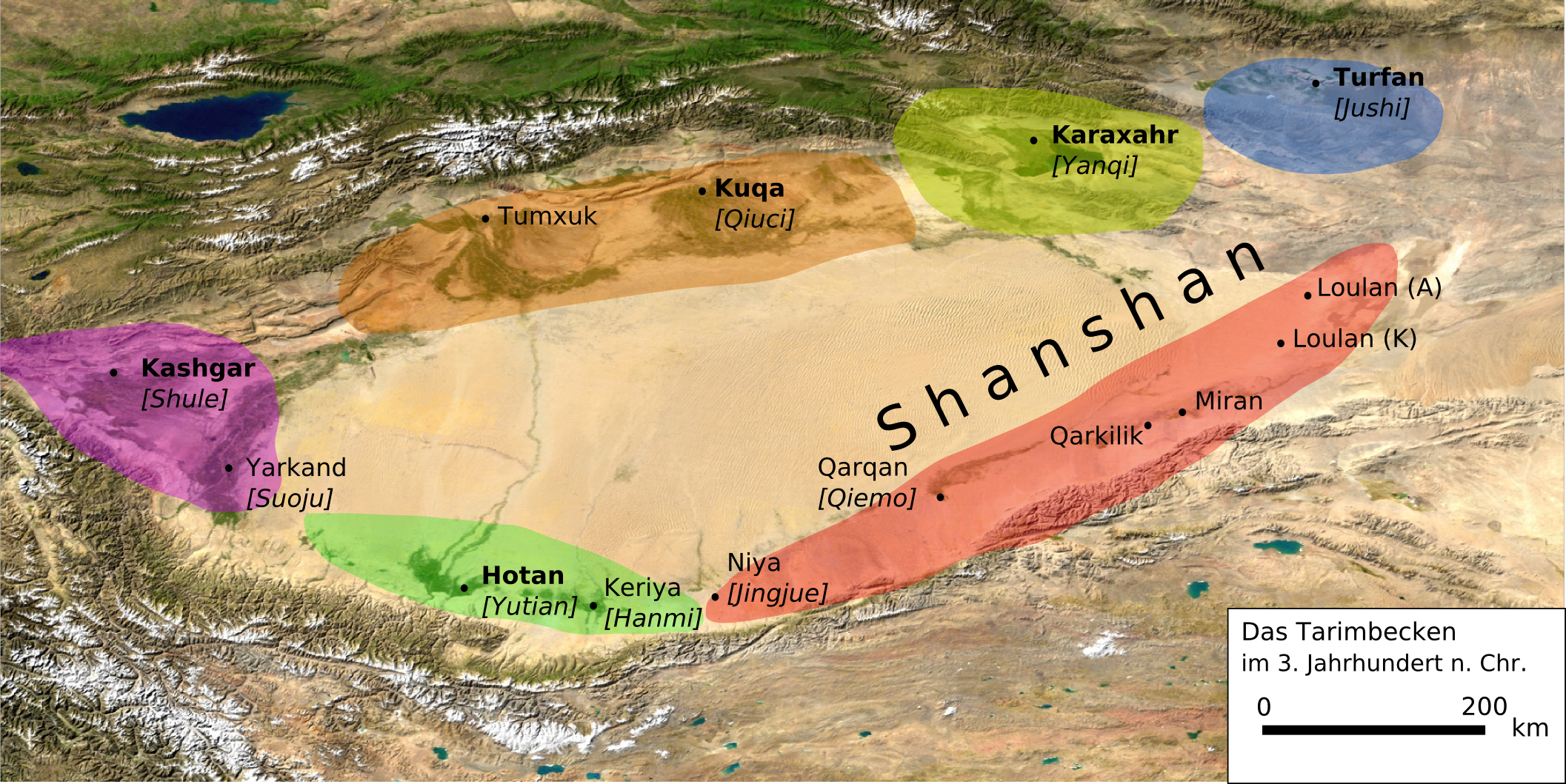
Karashar/Shorchuk (gelb) im Tarimbecken des 3. Jahrhunderts n. Chr.

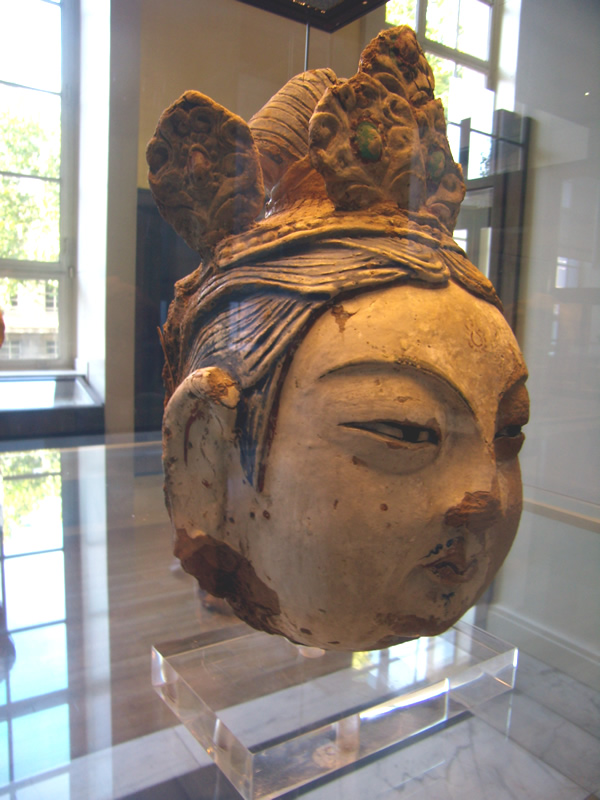
Stuckfigur aus Shorchuk (7./8. Jahrhundert n. Chr.)

Shorchuk erscheint erstmals in chinesischen Quellen aus der Zeit der Han-Dynastie unter dem Namen chinesisch 焉耆, Pinyin Yanqi. So erscheint es 94 n. Chr., als es von China im Zuge der Rückeroberung des Tarimbeckens besiegt und erobert wurde. Damals war Shorchuk Zentrum eines Königreiches, dessen Herrschaftsbereich nach dem Zeugnis der Chroniken der Drei Reiche im Süden bis nach Korla reichte. Der chinesische Pilger Faxian, der Shorchuk um 400 n. Chr. besuchte, berichtet, dass sich hier zu dieser Zeit 4000 Mönche des Hinayana-Buddhismus aufhielten. Auch Xuanzang, der im 7. nachchristlichen Jahrhundert lebte, berichtet noch von 10 buddhistischen Klöstern und 2000 Mönchen. 719 wurde in Shorchuk ebenso wie in Kuqa, Kaschgar und Hotan von der chinesischen Tang-Dynastie eine Garnison errichtet.
Auch in archäologischer Hinsicht ist Shorchuk von großer Bedeutung. So finden sich Ruinen größerer Tempelanlagen sowie einige Höhlentempel. In ihnen wurden einzelne Reste von Wandmalereien, vor allem aber zahlreiche Plastiken entdeckt, unter denen sich sowohl Einzelfiguren als auch Friese finden. Die Plastik aus Shorchuk weist eine deutliche und außerordentlich charakteristische Physiognomie auf, die sich besonders in den stark ausgewölbten Gesichtern kenntlich macht.